# Aron Modig
Aron Modig (* 13. června 1985) je švédský politik. Od roku 2011 je předsedou Mladých křesťanských demokratů, mládežnického křídla švédské Křesťanské demokracie KDU.

## Nehoda v roce 2012
Modig v červenci 2012 navštívil Kubu s cílem věnovat se podpoře prodemokratických aktivistů. Dne 22. července byl zraněn v autě, ve kterém cestoval s předním disidentem a nositelem Sacharovovy ceny Oswaldo Payáem. Sám Payá byl při nehodě zabit. 